# Estação Ferroviária de Vila Real de Santo António - Guadiana
A Estação Ferroviária de Vila Real de Santo António - Guadiana é uma gare encerrada da Linha do Algarve, situada na cidade de Vila Real de Santo António, no Distrito de Faro, em Portugal. Além de servir o centro da localidade, também funcionava como uma gare de transbordo com os barcos que faziam a travessia do Rio Guadiana até Ayamonte, em Espanha.

## Descrição

### Localização
A estação situava-se junto ao embarcadouro dos navios entre Portugal e Espanha no Rio Guadiana, anexa aos edifícios da Alfândega. O edifício de passageiros situava-se do lado poente da via (lado direito do sentido descendente, ao Barreiro) e não no topo da via, apesar de ter sido concebida como estação terminal.[carece de fontes?].

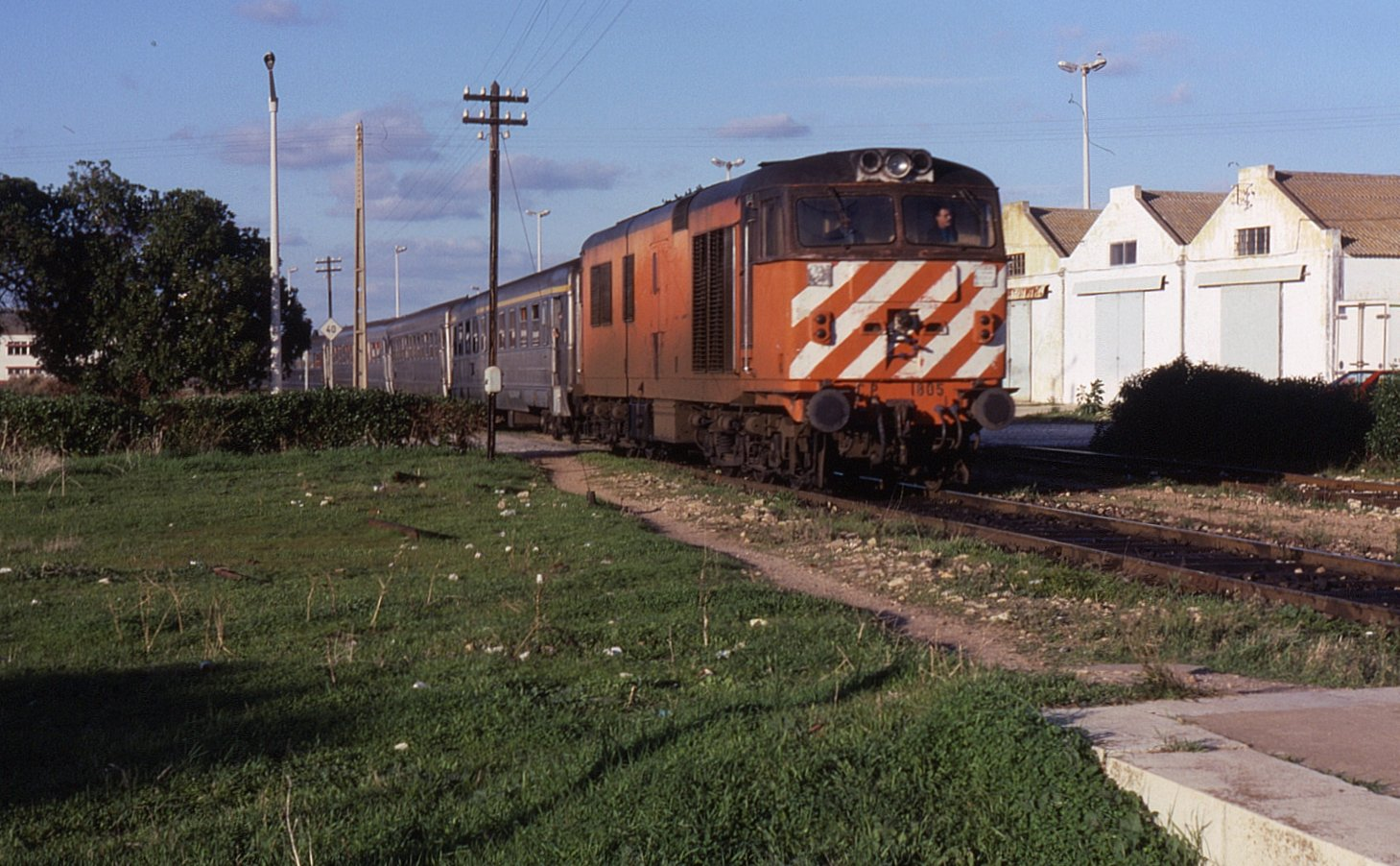
Comboio de passageiros a entrar na estação, em 1990.

## História

### Antecedentes e planeamento
O troço entre as estações de Tavira e Vila Real de Santo António da Linha do Algarve entrou ao serviço em 14 de Abril de 1906, sendo nessa altura considerada como parte da Linha do Sul. Após a abertura da linha até Vila Real de Santo António, procurou-se estabelecer uma ligação a Espanha por via férrea, de forma a proporcionar uma via mais rápida entre Lisboa e Sevilha. Para este efeito, procurou-se encurtar a distância do Barreiro a Vila Real de Santo António através da construção da Linha do Sado, e criou-se um serviço rápido a partir do Barreiro. O engenheiro José Fernando de Sousa, que fazia parte do Conselho de Administração dos Caminhos de Ferro do Estado, defendeu a construção de duas pontes-cais, uma de cada lado do Rio Guadiana, sendo a do lado português ligada à via férrea. Do lado espanhol, foi classificada uma linha de via estreita entre Ayamonte e Huelva na década de 1900, que foi alterada para via larga num concurso de 13 de Agosto de 1913, e cuja construção foi muito atrasada pela Primeira Guerra Mundial, e posteriormente pela Guerra Civil Espanhola. Desta forma, a linha entre Ayamonte e Huelva só foi inaugurada em 24 de Agosto de 1936. No entanto, a estação de Vila Real de Santo António não oferecia condições cómodas para o acesso aos barcos fluviais, uma vez que tinha sido instalada longe da margem, de forma a possibilitar a construção de uma ponte ferroviária internacional, pelo foi necessário prolongar a linha até à margem do rio. O projecto de construir uma ponte sobre o rio foi suspenso, esperando-se nessa altura que o serviço fluvial fosse suficiente para atender ao tráfego. Entretanto, em 11 de Maio de 1927 a Companhia dos Caminhos de Ferro Portugueses começou a explorar as vias férreas dos Caminhos de Ferro do Estado.

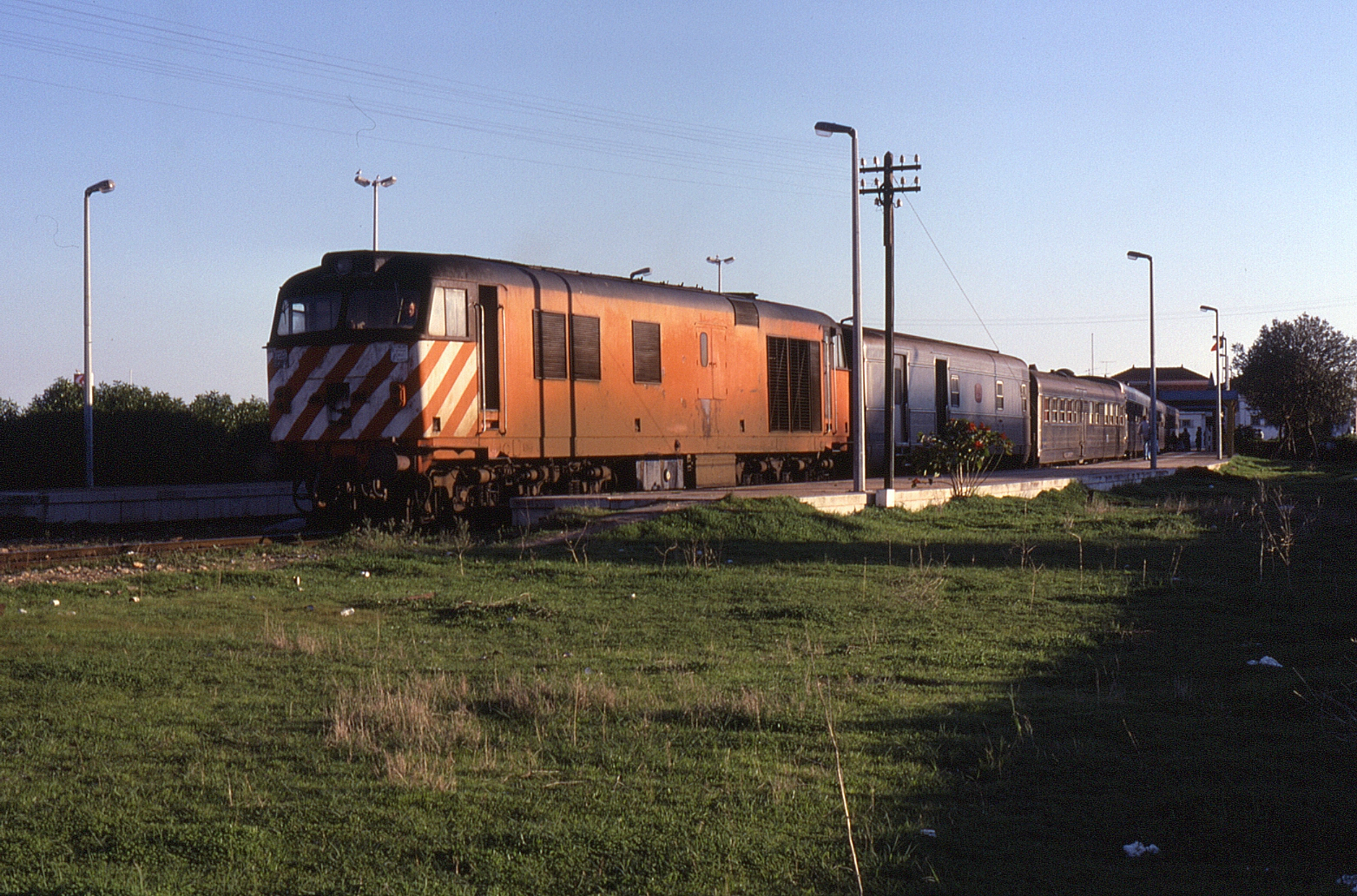
Comboio de passageiros na estação, em 1990.

### Inauguração
Esta interface foi inaugurada pela Companhia dos Caminhos de Ferro Portugueses em 24 de Janeiro de 1952, com a categoria de apeadeiro, passando todos os comboios a ser prolongados até aqui; o primeiro comboio que utilizou o novo apeadeiro foi o n.º 8011, a fazer o serviço Rápido do Algarve. Foi construída junto ao Rio Guadiana, ao lado do edifício da Alfândega, vindo facilitar não só o transbordo entre os barcos fronteiriços, mas também o acesso ao centro de Vila Real de Santo António.
Um despacho de 26 de Maio de 1952, publicado no Diário do Governo n.º 132, III Série, de 3 de Junho, aprovou o aditamento à tarifa especial n.º 1-P, estabelecendo a venda de bilhetes para comboios tranvias com destino à nova gare, que tinha então a categoria de apeadeiro e o nome de Vila Real de Santo António - Guadiana, e que se situava ao PK 396,984 da Linha do Sul.
Em Setembro de 1955, estava prevista a IV Conferência Comercial Ferroviária Portugal - Espanha, sendo um dos assuntos a discutir o serviço combinado de camionagem entre Ayamonte e Sevilha, em combinação com os serviços ferroviários a partir de Vila Real de Santo António.
Uma portaria de 2 de Agosto de 1955 determinou que o Fundo do Desemprego desse uma comparticipação de 50.000$00 para a Junta Autónoma dos Portos do Sotavento do Algarve, para as obras de construção do apeadeiro terminal em Vila Real de Santo António; um diploma do Ministério das Obras Públicas, publicado no Diário do Governo n.º 246, II Série, de 14 de Novembro de 1955, ordenou que esse valor fosse transferido para a Companhia dos Caminhos de Ferro Portugueses, nas mesmas condições indicadas pela portaria de concessão.

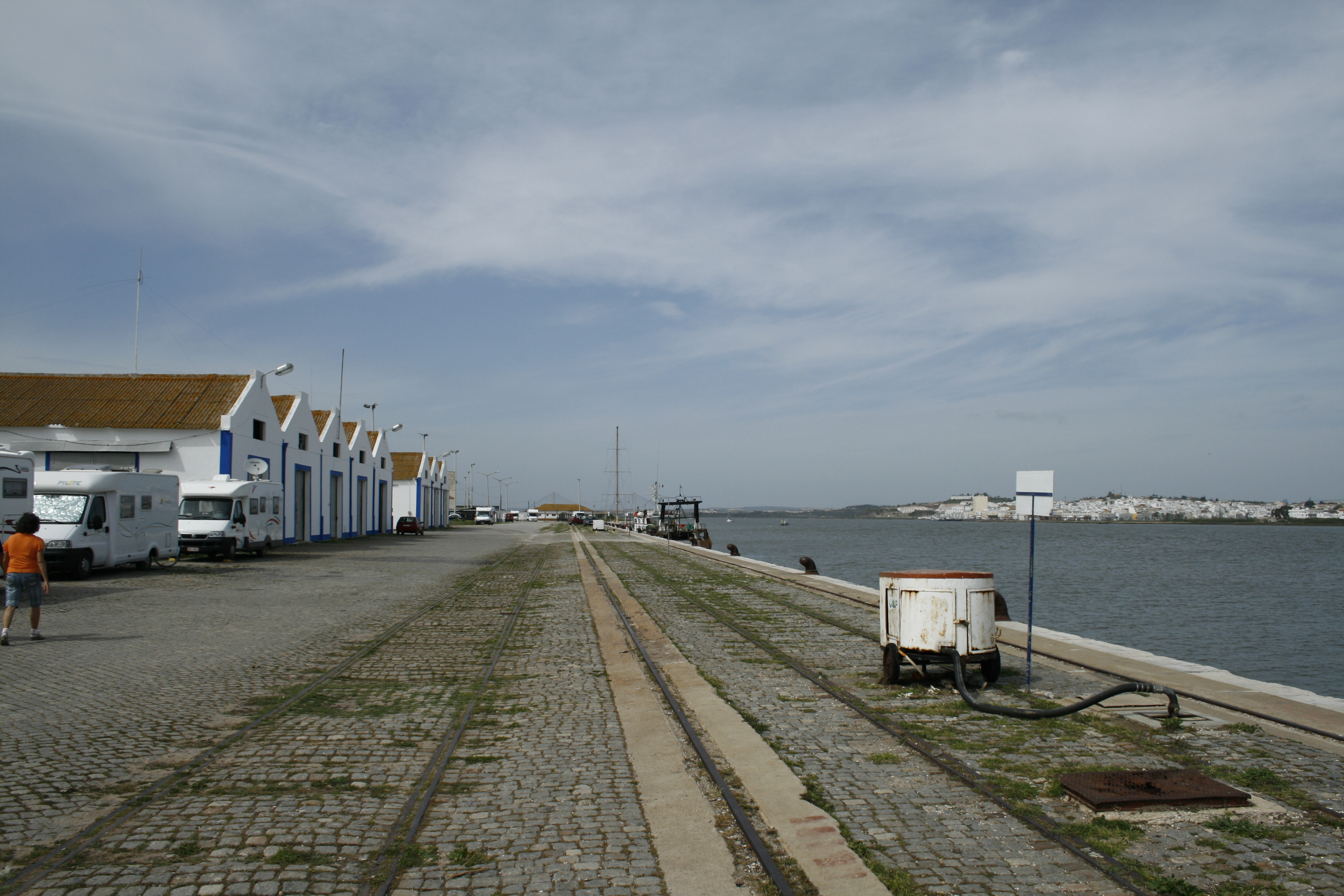
Vias ferroviárias embutidas no pavimento do porto de Vila Real de Santo António, em desuso.

Esta estação foi encerrada em 1998. No local subsiste uma vasta área dedicada à camionagem onde cumprem paragem, em dados de 2022, todas as oito carreiras da rede regional Vamus Algarve que circulam na cidade.